# چه کسی از ویرجینیا وولف می‌ترسد؟ (فیلم)
چه کسی از ویرجینیا وولف می‌ترسد؟ (به انگلیسی: Who's Afraid of Virginia Woolf) فیلمی سیاه و سفید به کارگردانی مایک نیکولز است که در سال ۱۹۶۶ در شرکت آمریکایی برادران وارنر تهیه شد. این فیلم اقتباس از نمایشنامه‌ای به همین نام نوشتهٔ ادوارد آلبی است. دوبله این فیلم به فارسی با توجه به متن نسبتاً ثقیل و اشارات و کنایات فراوان در آن و بازی بسیار پراحساس و فنی هنرپیشگان به ویژه دو نقش اصلی (مارتا و جورج) و نیز ضعف امکانات فنی آن زمان، بسیار عالی از کار درآمده است.

## جایزه‌ها
الیزابت تیلور برای بازی در نقش مارتا، در سی و نهمین دوره جوایز اسکار برندهٔ جایزهٔ اسکار بهترین بازیگر نقش اول زن شد.